# Peptide natriuretico tipo C
Il peptide natriuretico tipo C o C-type natriuretic peptide (CNP), prodotto dall'endotelio e dal cuore, svolge un ruolo importante nell'omeostasi cardiovascolare attraverso la modulazione dell'equilibrio di liquidi ed elettroliti e la regolazione del tono vascolare.
Il CNP rappresenta l'elemento paracrino dell'asse del peptide natriuretico che integra le azioni endocrine del peptide natriuretico atriale (ANP) e del peptide natriuretico cerebrale (BNP) e come suggerisce il suo nome promuove diuresi (con perdita di sodio e acqua).